# Jacques Feyder
Jacques Fréderix (Ixelles, 21 de juliol de 1885 — Rives-de-Prangins, Vaud, 24 de maig de 1948) va ser un director de cinema belga, conegut amb el pseudònim de Jacques Feyder.
Va ser un dels introductors del naturalisme poètic al cinema i va guanyar el premi al millor director al Festival de Cinema de Venècia el 1936 per La Kermesse heroica.

## Filmografia parcial
- L'Atlantide (1921)
- Crainquebille (1922)
- Carmen (1926)
- Thérèse Raquin (1928)
- The Kiss (1929)
- Si l'empereur savait ça (1930)
- Anna Christie (1930)
- Le grand jeu (1934)
- Pension Mimosas (1935)
- La Kermesse heroica (La kermesse héroïque) (1935)
- La comtessa Alexandra (Knight Without Armour) (1937)